# Micrurus surinamensis
Micrurus surinamensis är en ormart som beskrevs av Cuvier 1817. Micrurus surinamensis ingår i släktet korallormar och familjen giftsnokar.
Denna orm förekommer i Amazonområdet i Brasilien och i angränsande regioner av Venezuela, regionen Guyana, Colombia, Ecuador, Peru och Bolivia. Arten lever i låglandet och i kulliga områden upp till 570 meter över havet. Habitatet utgörs av regnskogar, galleriskogar och andra fuktiga skogar. Individerna simmar ofta. De har fiskar och ödlor som föda. Arten har ett giftigt bett. Honor lägger ägg.
För beståndet är inga hot allvarliga kända. Micrurus surinamensis dödas ofta av personer som inte vill ha giftiga ormar nära sin bostad. IUCN listar arten som livskraftig (LC).

## Underarter
Arten delas in i följande underarter:
- M. s. surinamensis
- M. s. nattereri